# 3300 McGlasson
3300 McGlasson este un asteroid din centura principală, descoperit pe 10 iulie 1928, de Harry Edwin Wood.